# 仲夏乡
仲夏乡，是中华人民共和国湖南省怀化市溆浦县下辖的一个乡镇级行政单位。

## 行政区划
仲夏乡下辖以下地区：
仲夏村、高田村、太坪村、野坪溪村、水车坪村、水田垅村、桐木坨村、岩英坪村和红花园村。